# Belal Muhammad (activista)
Belal Mohammad (bengalí: বেলাল মোহাম্মদ; 20 de febrero de 1936 - 30 de julio de 2013) fue uno de los fundadores de la Swadhin Bangla Betar Kendra, centro de las emisiones de radio de las fuerzas nacionalistas bengalíes durante la Guerra de Liberación de Bangladés en 1971. Esta estación jugó un papel vital en la lucha por la liberación, la difusión de la Declaración de la Independencia y el aumento de estado mental de los bengalíes durante la guerra. En 1971, la radio era el único medio que alcanzaba hasta los confines más lejanos de Bangladés.

## Primeros años
Belal nació en Musapur Unión en Sandwip, Chittagong. Su madre era Mahmuda Khanom y su padre era Moulavi Muhammad Yaqub.

## Guerra de liberación en 1971
El 7 de marzo de 1971, cuando el movimiento de no cooperación se inició con el discurso de Sheikh Mujibur Rahman, Belal era entonces un funcionario del gobierno y trabajó como guionista y artista para la Radio Pakistán. Él creía que la radio era una fuerte columna vertebral de una nación. Es entonces cuando le vino a la cabeza la idea de Swadhin Bangla Betar Kendra. Dado que era un oficial de radio, tenía un poco de experiencia en el tema. En esos días, la estación de Chittagong Radio tenía un transmisor de 10 kW, que podía ser oída en un radio de 50 millas. Belal, junto con dos de sus amigos y compañeros organizadores, Abdullah Al-Faruque, Abul Kashem Sandwip, y otros dos ingenieros que en un principio no querían, pero que de alguna manera se las arreglaron para convencer, se dirigieron a la estación transmisora de Kalurghat y fundaron Swadhin Bangla Betar Kendra. Él fue el arreglista y organizador de la declaración de independencia de Bangladés después que Sheikh Mujibur Rahman la había declarado y fue anunciada por el mayor Ziaur Rahman en nombre del Sheikh Mujibur Rahman el 26 de marzo de 1971. Belal fue nombrado subdirector de la estación de radio el 1 de junio de 1971.

## Premios
Belal fue galardonado con el Premio Día de la Independencia en 2010 por sus contribuciones a la independencia y la Guerra de Liberación de Bangladés. También recibió el Premio de la Academia por literatura Bangla sobre los asuntos de la guerra de liberación en 2011.

## Muerte
Belal murió el 30 de julio de 2013 a la edad de 77 en la Unidad de Cuidados Intensivos en el Hospital Apollo Dhaka. Él donó su cuerpo que fue recibido por Sher-e-Bangla Medical College para el uso de los estudiantes de medicina.